# ルキウス・アントニウス
ルキウス・アントニウス（Lucius Antonius）は、共和政ローマの政治家・軍人。紀元前41年に執政官（コンスル）を務めた。マルクス・アントニウスの弟である。

## 出自
父はマルクス・アントニウス・クレティクス、祖父のマルクス・アントニウス・オラトルは雄弁で名をはせたが紀元前86年にガイウス・マリウスの支援者に殺害されている。母ユリアはガイウス・ユリウス・カエサルのいとこである。

## 経歴
若年時には兄のマルクスおよびガイウスと共に、ローマの裏社会を放浪していた。プルタルコスは、この者達は若い頃に賭博場に通い、大酒を飲んでいたと述べている。
ルキウスは常に兄マルクスの強力な支持者であった。紀元前44年はマルクスが執政官を務め、同僚執政官のカエサルが暗殺された年であるが、ルキウスは護民官として、カエサルがローマに不在のときの最高権力者をカエサル自身が指名できる法案を提出している。カエサルの暗殺後は、兄マルクスを支援した。彼は一般市民とカエサルの退役兵に有利な農地法を提案し、また翌紀元前43年にはムティナ（現在のモデナ）でのデキムス・ユニウス・ブルトゥス・アルビヌスに対する作戦に参加している。
紀元前41年にルキウスは執政官に就任、同僚執政官はプブリウス・セルウィリウス・ウァティア・イサウリクスであった。執政官就任初日に、アルプスでの勝利を讃えた凱旋式を実施している。この年、兄マルクスをクレオパトラの宮廷から呼び戻そうとする兄の妻フルウィアを支援し、また不人気なオクタウィアヌスに対抗するため8個軍団からなる軍を編成、フルウィアと共に蜂起した（ペルシアの戦い）。ルキウスはローマに進軍してマルクス・アエミリウス・レピドゥスを追放、市民に三頭政治の廃止を約束した。しかし、オクタウィアヌス軍が接近すると、ルキウスはペルシア（現在のペルージャ）に撤退、そこで篭城したが結局は冬になって降伏した。ペルシアは破壊されたが、ルキウスは助命されてオクタウィアヌスによってヒスパニアの総督に任命された。その後のことは知られていない。
キケロはそのフィリッピカ（アントニウスに対する弾劾演説）では、ルキウスに対する敵意もあって、好ましくない性格の持ち主と表現している。

## 参考資料
- Appian, Bellum Civile, v. 14 ff.
- Dio Cassius xlviii. 5-14.
- Suetonius, De Vita Caesarum, II, 14-5.
- この記事にはアメリカ合衆国内で著作権が消滅した次の百科事典本文を含む: Chisholm, Hugh, ed. (1911). "Antonius". Encyclopædia Britannica (英語). Vol. 2 (11th ed.). Cambridge University Press. pp. 150–151.